# Edward Atkinson
Edward Leicester Atkinson (Isole Sopravento meridionali, 23 novembre 1881 – Mar Mediterraneo, 20 febbraio 1929) è stato un chirurgo ed esploratore britannico.

## Biografia
Nel 1908 entrò nella Royal Navy. Nel 1910 si unì alla spedizione Terra Nova di Robert Falcon Scott in Antartide. Sarà Atkinson a guidare la spedizione di ricerca del disperso gruppo del Polo Sud ed a ritrovare la tenda con i corpi senza vita di Scott, Henry Robertson Bowers e Edward Adrian Wilson.
Atkinson fu al centro di due controversie: una per non aver reso possibile l'utilizzo dei cani da slitta per aiutare il gruppo di Scott sulla via del ritorno e l'altra sui possibili segni di scorbuto sui corpi del gruppo di Scott.
Durante la prima guerra mondiale partecipò alla battaglia di Gallipoli.
Morì improvvisamente durante un viaggio per mare nel 1929, a 47 anni: Atkinson si trovava nel Mediterraneo a bordo di una nave diretta in Inghilterra. Venne sepolto in mare.

## Omaggi
- Ad Atkinson è dedicato Atkinson Cliffs nella terra della regina Victoria in Antartide.